# Gérald Messadié
Gerald Messadié (Kairó, Egyiptom, 1931 – Párizs, 2018. július 5.) francia író, történész.

## Művei
- Un personnage sans couronne (1955, regény)
- Les princes (1957, regény)
- Le chien de francfort (1961, regény)
- Le zodiaque à 24 signes (1973)
- Bouillon de culture (1973, Bruno Lussato-val)
- Mahomet (1974)
- L’alimentation suicide (1973)
- La messe de saint Picasso (1984, esszék)
- Les grandes découvertes de la science (1987)
- Les grandes inventions de l’humanité jusqu’en 1850 (1988)
- Requiem pour Superman, la crise du mythe américain (1988, esszék)
- Suite romanesque: L'Homme qui devint Dieu
  - Tome 1 : Le récit (1988)
  - Tome 2 : Les sources (1989)
  - Tome 3 : L'incendiaire, , vie de Saul, apôtre (1991)
  - Tome 4 : Jésus de Srinagar (1995)
- Les grandes inventions du monde moderne (1989)
- Matthias et le diable (1990, regény)
- Le chant des poissons-lunes (1992, regény)
- Ma vie amoureuse et criminelle avec Martin Heidegger (1992, regény)
- Histoire générale du diable (1993)
- Coup de gueule contre les gens qui se croient de droite et quelques autres qui se croient de gauche (1995)
- La fortune d'Alexandrie (1996, regény)
- Tycho l’admirable (1996, regény)
- Une histoire générale de Dieu (1997, esszék)
- Suite: Moïse (életrajz)
  - Tome 1 : Un prince sans couronne (1998)
  - Tome 2 : Le prophète fondateur (1998)
- Histoire générale de l'antisémitisme (1999, esszék)
- David roi (1999, regény)
  - Dávid király; ford. Szathmári Éva; Európa, Bp., 2003 ISBN 963 07 7224 8
- Balzac, une conscience insurgée (1999, esszék)
- Mon petit livre des prières (2000)
- Madame Socrate (2000, bűnügyi regény)
- Les Cinq livres secrets dans la Bible (2001, esszék)
- 25, rue Soliman Pacha (2001, regény)
- Le mauvais esprit (2001, esszék)
- Mourir pour New York (2002, esszék)
- L'Affaire Marie Madeleine (2002)
- Le tourisme va mal, achevons-le! (2003, esszék)
- Suite romanesque: Jeanne de l'Estoille
  - Tome 1: La Rose et le lys (2003)
  - Tome 2: Le Jugement des loups (2003)
  - Tome 3: La Fleur d'Amérique (2003)
- Trois mille lunes (2003, regény)
- Suite romanesque: Orages sur le Nil – Viharok a Níluson
  - Tome I : L'oeil de Néfertiti (2004)
    - Nefertiti szeme; Gold Book, Debrecen, 2005

  - Tome II : Les masques de Toutankhamon (2004)
    - Tutanhamon arcai; ford. Szabó Beáta; Gold Book, Debrecen, 2004

  - Tome III : Le triomphe de Seth (2004)
    -  A diadalmas Széth; ford. Szabó Beáta; Gold Book, Debrecen, 2006
- Et si c'était lui (2004, regény)
- Suite: Saint Germain l'homme qui ne voulait pas mourir
  - Tome I : Le masque venu de nulle part (2005)
  - Tome II : Les puissances de l'invisible (2005)
- Cargo, la religion des humiliés du Pacifique (2005, esszék)
- Marie-Antoinette – La rose écrasée (2006, regény)
- Quarante siècles d'ésotérisme (2006, esszék)
- Judas, le bien-aimé (2007)
- Suite: Jacob
  - Tome I : Le gué de Yabboq (2007)
  - Tome II : Le roi sans couronne (2007)
- Saladin, chevalier de l’islam (2008)
- Padre Pio ou les prodiges du mysticisme (2008)
- Jurassic France : pourquoi nous sommes en voie de fossilisation (2009)
- Un espoir aussi fort
  - Tome I : Les années de fer (2009)
  - Tome II : Les années d'argent (2009)
  - Tome III : Les années d'or (2009)
- Le Krach du sperme (2009)
- Ramsès II l’immortel
  - Tome I : Le Diable flamboyant (2010)
  - Tome II : Le Roi des millions d’années (2010)

## Magyarul
- Mózes; ford. Mészáros György; Aquila, Debrecen, 2001
- Dávid király; ford. Szathmári Éva; Európa, Bp., 2003
- Viharok a Níluson; Gold Book, Debrecen, 2005–2006
  - 1. Nefertiti szeme; ford. Szabó Beáta; 2005
  - 2. Tutanhamon arcai; ford. Szabó Beáta; 2005
  - 3. A diadalmas Széth; ford. Szabó Beáta; 2006